# خط النسخ

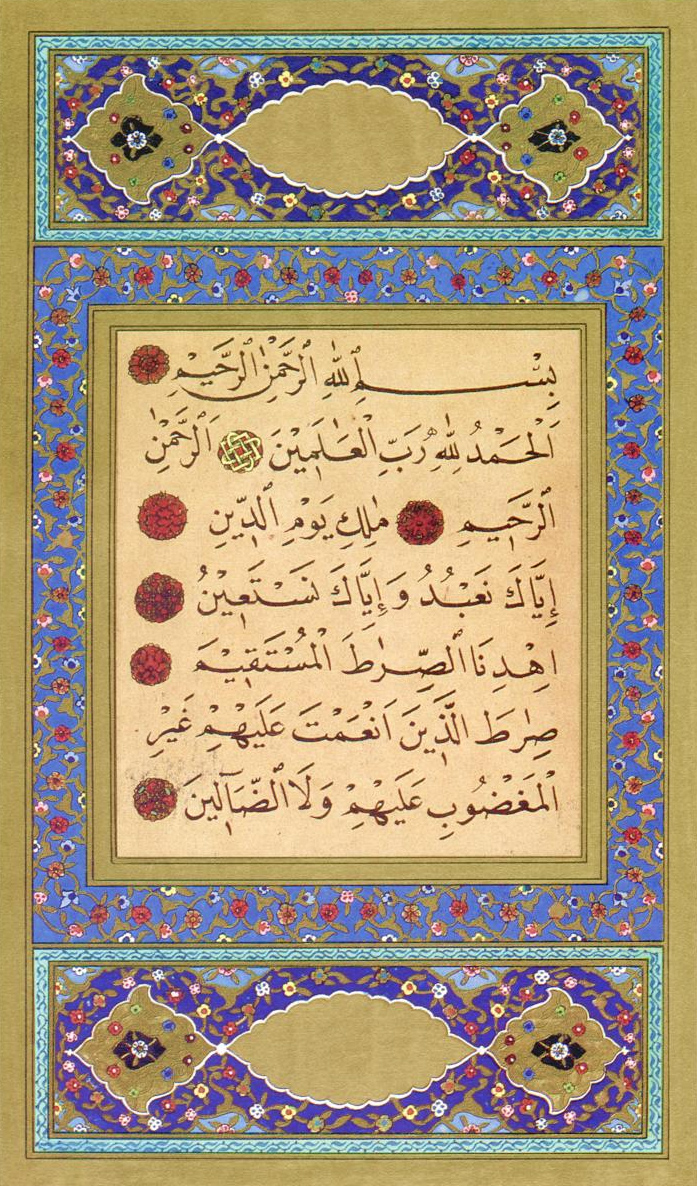
سورة الفاتحة بخط النسخ

خط النسخ أو الخط النسخي (وقد سمي بعدة تسميات : البديع، المقور، المدور) من الخطوط العربية من الستة هو يجمع بين الرصانة والبساطة ومثلما يدل عليه اسمه فقد كان النساخون يستخدمونه في نسخ الكتب.

## تاريخه
ويرى العلماء أن خط النسخ كان موجوداً قبل ابن مقلة. لأنه في أواخر القرن الأول الهجري تم وضع خط جديد بأمر عبد الملك بن مروان لسد عيوب الخط الكوفي. ويعتبر ابن مقلة الشیرازی مطور و واضع أسس جديدة لهذا الخط في أوائل القرن الرابع الهجري/أواخر القرن 9 م. وقد ساهم فيه بعد ابن مقلة العديد من الخطاطين الأتراك والعرب وصولا إلى الفترة المعاصرة.

## خط الكتب والصحف
- أُطلق عليه اسم خط النسخ لكثرة استعماله في نسخ الكتب ونقلها، لأنه يساعد الكاتب على السير بقلمه بسرعة أكثر من غيره، ثم كتبت به المصاحف منذ العصور الإسلامية الأولى، وامتاز بإيضاح الحروف وإظهار جمالها وروعتها. وقد اعتنى الخطاطون المسلمون بهذا الخط كونه استخدم في كتابة القرآن الكريم.
- وتستعمل الصحف والمجلاَّت هذا الخط في مطبوعاتها، فهو خط الكتب المطبوعة اليوم في جميع البلاد العربية. وقد طوّر المحدثون خط النسخ للمطابع والآلات الكاتبة، ولأجهزة التنضيد الضوئي في الحاسوب، وسمّوه (الخط الصحفي) لكتابة الصحف اليومية به.
- ومن أشهر خطوط النسخ المستخدمة حديثا في طباعة الكتب العربية هما: خط (البيان) وخط (اللوتس) على نظامي الماكنتوش والويندوز لما يمتازان به من وضوح الأحرف ومطابقتها لقواعد خط النسخ ووضوح علامات التشكيل وتزامنها مع الأحرف الأساسية للخط. أما بالنسبة للمجلات فيشتهر خط (منى) المبني أيضًا على قواعد خط النسخ ويمتاز بوضوح تراكيبه وسهولة قراءته مما جعله المفضل لدى ناشري المجلات لاستخدام هذا الخط.
- أصبح خط النسخ الخط الافتراضي في الحوسبة، وهناك عدة خطوط رقمية نسخية مثل الخط الأميري.

## خطاطون
أول من وضع قواعد خط النسخ ابن مقلة، وجودّه الأتابكة (فعرف باسم خط النسخ الأتابكي) وتفنن في تنميقه الأتراك الذين أبدعوا فيه وعلى رأسهم الحافظ عثمان الذي وضع ميزان الحروف لهذا الخط ومحمد عبد العزيز الرفاعي الذي نقل هذا الخط إلى مصر ثم ماجد بك الزهدي الذي نقله إلى العراق.
- ومن الخطاطين العرب برع في الخط النسخي محمد حسني البابا والخطاط محمد مكاوي والخطاط سيد إبراهيم ومحمد إبراهيم ومحمد عبد القادر والحاج زايد وفي العراق برع فيه الخطاط هاشم محمد البغدادي وتلامذته من بعده ويوسف ذنون الموصلي ومن السعودية برع فيه محمد طاهر الكردي وناصر الميمون وغيرهم

## معرض الصور

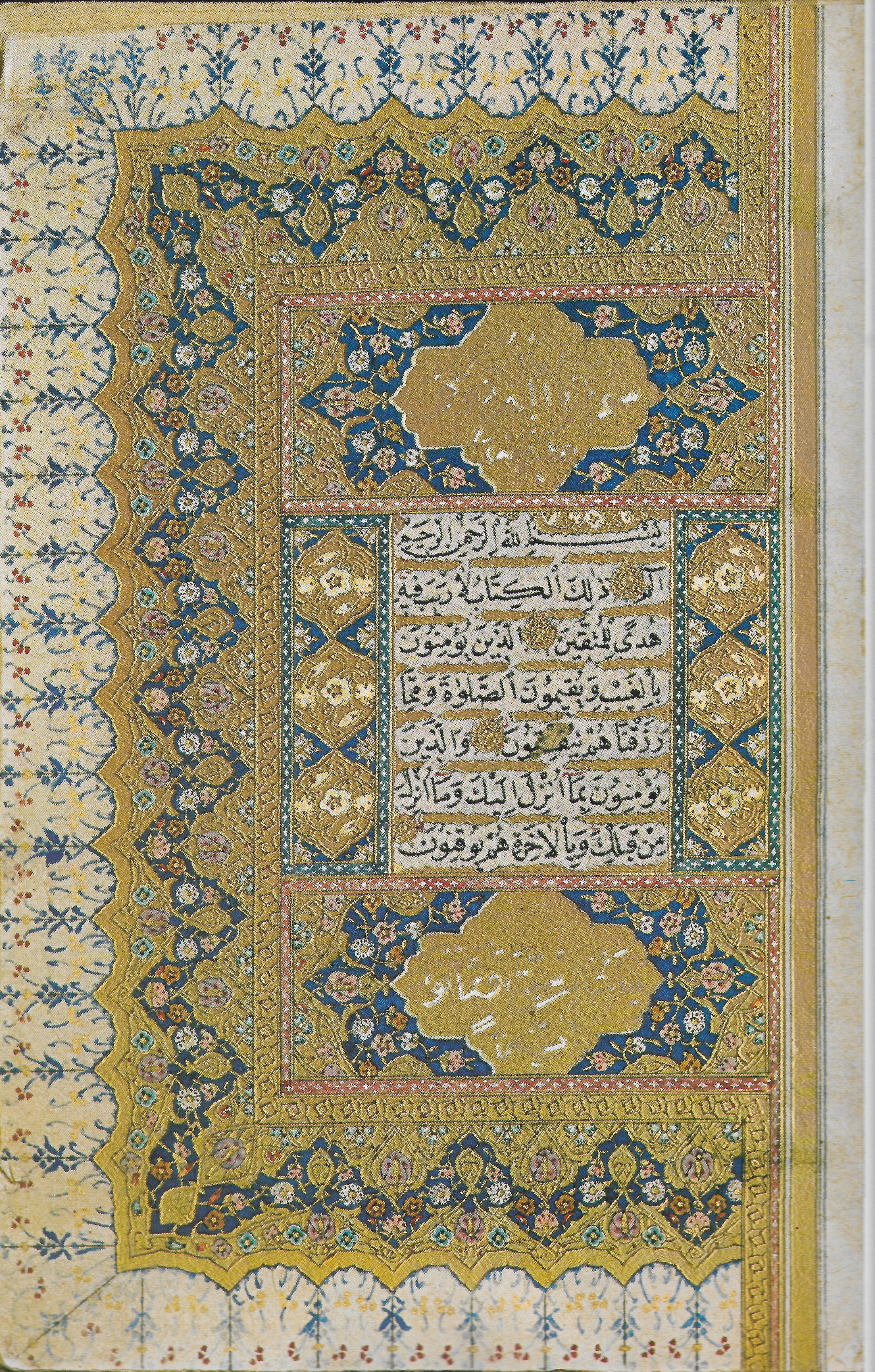
صفحة مذهبة من قرآن مخطوط ومزين من مقتنيات دار الكتب والوثائق القومية فيها مطلع صورة البقرة مكتوباً بخط النسخ.

## أنظر أيضًا
- خط الرقعة.
- خط الثلث.
- خط الديواني.
- لوحة كلزار الخطية